# Esprits criminels
Ne doit pas être confondu avec les séries dérivées Criminal Minds: Suspect Behavior et Esprits criminels : Unité sans frontières.
Pour l’article ayant un titre homophone, voir Esprit criminel.
Criminal Minds: Suspect Behavior
Esprits criminels (Criminal Minds) est une série télévisée américaine comptant 344 épisodes de 42 minutes, créée par Jeff Davis, diffusée en simultané entre le 22 septembre 2005 et le 19 février 2020 sur le réseau CBS aux États-Unis et sur le réseau CTV ou CTV Two au Canada.
Depuis le 24 novembre 2022, un revival nommé Criminal Minds : Evolution est proposé sur la plateforme Paramount+. Sous ce titre, une dix-neuvième saison a été commandée en mars 2025, tandis que la dix-huitième saison sera diffusé en mai de la même année sur la plateforme.
En France, la série est diffusée depuis le 3 juillet 2006 sur TF1, Canal+, Canal+ Séries, en Belgique elle l'est depuis le 26 juillet 2006 sur RTL-TVI, au Québec depuis le 6 décembre 2007 sur Mystère/AddiKTV, et en clair depuis le 16 avril 2008 sur le réseau TVA, et en Suisse [Depuis quand ?] sur la RTS Un.
Depuis le début de l'année 2021, les quinze saisons d'Esprits criminels sont disponibles sur la plateforme Disney+ ainsi que sur Paramount+.
La série connaît deux séries dérivées (spin-offs) : Criminal Minds: Suspect Behavior (2011) et Esprits criminels : Unité sans frontières (2016-2017).

## Synopsis
Le Département des Sciences du Comportement ou "DSC" (BAU, Behavioral Analysis Unit en anglais), situé à Quantico en Virginie, est une division du FBI.
Cette division se compose d'une équipe de profileurs, initialement dirigée par l'agent Jason Gideon (saisons 1-2), puis par l'agent Aaron Hotchner (saisons 3 à 12), et par Emily Prentiss (à compter de l'épisode 3 de la saison 12). Amenée à se déplacer dans l'ensemble des États-Unis (parfois jusqu'au Canada ou au Mexique), cette équipe est chargée d'épauler les forces policières locales pour démasquer et appréhender divers criminels, et plus spécifiquement les tueurs en série. Chacun de ses agents a sa spécialité et une personnalité particulière, ce qui les rend complémentaires. En utilisant les sciences comportementales, ils sont capables d'analyser et d'identifier les motivations derrière les crimes commis et de comprendre ceux qui en sont responsables.

## Distribution
| Saison                         | Superviseur et chef d'unité                                          | Profileurs                           | Profileurs | Profileurs                            | Profileurs                                                    | Profileurs                                  | Profileurs                                                            | Agent de liaison                            | Analyste technique                  |
| ------------------------------ | -------------------------------------------------------------------- | ------------------------------------ | --- | ------------------------------------- | ------------------------------------------------------------- | ------------------------------------------- | --------------------------------------------------------------------- | ------------------------------------------- | ----------------------------------- |
| 1                              | Jason Gideon (en) (Mandy Patinkin) et Aaron Hotchner (Thomas Gibson) |                                      | Derek Morgan (Shemar Moore) | Dr Spencer Reid (Matthew Gray Gubler) | Elle Greenaway (Lola Glaudini)                                |                                             |                                                                       | Jennifer « J. J. » Jareau (Andrea Joy Cook) | Penelope Garcia (Kirsten Vangsness) |
| 2                              | Jason Gideon (en) (Mandy Patinkin) et Aaron Hotchner (Thomas Gibson) | Emily Prentiss (Paget Brewster)      | Derek Morgan (Shemar Moore) | Dr Spencer Reid (Matthew Gray Gubler) |                                                               |                                             |                                                                       | Jennifer « J. J. » Jareau (Andrea Joy Cook) | Penelope Garcia (Kirsten Vangsness) |
| 3                              | Jason Gideon (en) (Mandy Patinkin) et Aaron Hotchner (Thomas Gibson) | Emily Prentiss (Paget Brewster)      | Derek Morgan (Shemar Moore) | Dr Spencer Reid (Matthew Gray Gubler) |                                                               |                                             |                                                                       | Jennifer « J. J. » Jareau (Andrea Joy Cook) | Penelope Garcia (Kirsten Vangsness) |
| Aaron Hotchner (Thomas Gibson) | David Rossi (Joe Mantegna)                                           | Emily Prentiss (Paget Brewster)      | Derek Morgan (Shemar Moore) | Dr Spencer Reid (Matthew Gray Gubler) |                                                               |                                             |                                                                       | Jennifer « J. J. » Jareau (Andrea Joy Cook) | Penelope Garcia (Kirsten Vangsness) |
| Aaron Hotchner (Thomas Gibson) | David Rossi (Joe Mantegna)                                           | Emily Prentiss (Paget Brewster)      | Derek Morgan (Shemar Moore) | Dr Spencer Reid (Matthew Gray Gubler) | 4                                                             |                                             |                                                                       | Jennifer « J. J. » Jareau (Andrea Joy Cook) | Penelope Garcia (Kirsten Vangsness) |
| 5                              | David Rossi (Joe Mantegna)                                           | Emily Prentiss (Paget Brewster)      | Derek Morgan (Shemar Moore) | Dr Spencer Reid (Matthew Gray Gubler) | Aaron Hotchner (Thomas Gibson) et Derek Morgan (Shemar Moore) |                                             |                                                                       | Jennifer « J. J. » Jareau (Andrea Joy Cook) | Penelope Garcia (Kirsten Vangsness) |
| 6                              | David Rossi (Joe Mantegna)                                           | Emily Prentiss (Paget Brewster)      | Derek Morgan (Shemar Moore) | Dr Spencer Reid (Matthew Gray Gubler) | Aaron Hotchner (Thomas Gibson)                                | Ashley Seaver (sr) (Rachel Nichols)         | Aaron Hotchner (Thomas Gibson) et Penelope Garcia (Kirsten Vangsness) |                                             | Penelope Garcia (Kirsten Vangsness) |
| 7                              | David Rossi (Joe Mantegna)                                           | Emily Prentiss (Paget Brewster)      | Derek Morgan (Shemar Moore) | Dr Spencer Reid (Matthew Gray Gubler) | Aaron Hotchner (Thomas Gibson)                                | Jennifer « J. J. » Jareau (Andrea Joy Cook) |                                                                       |                                             | Penelope Garcia (Kirsten Vangsness) |
| 8                              | David Rossi (Joe Mantegna)                                           | Alex Blake (Jeanne Tripplehorn)      | Derek Morgan (Shemar Moore) | Dr Spencer Reid (Matthew Gray Gubler) | Aaron Hotchner (Thomas Gibson)                                | Jennifer « J. J. » Jareau (Andrea Joy Cook) |                                                                       |                                             | Penelope Garcia (Kirsten Vangsness) |
| 9                              | David Rossi (Joe Mantegna)                                           | Alex Blake (Jeanne Tripplehorn)      | Derek Morgan (Shemar Moore) | Dr Spencer Reid (Matthew Gray Gubler) | Aaron Hotchner (Thomas Gibson)                                | Jennifer « J. J. » Jareau (Andrea Joy Cook) |                                                                       |                                             | Penelope Garcia (Kirsten Vangsness) |
| 10                             | David Rossi (Joe Mantegna)                                           | Kate Callahan (Jennifer Love Hewitt) | Derek Morgan (Shemar Moore) | Dr Spencer Reid (Matthew Gray Gubler) | Aaron Hotchner (Thomas Gibson)                                | Jennifer « J. J. » Jareau (Andrea Joy Cook) |                                                                       |                                             | Penelope Garcia (Kirsten Vangsness) |
| 11                             | David Rossi (Joe Mantegna)                                           | Dr Tara Lewis (Aisha Tyler)          | Derek Morgan (Shemar Moore) | Dr Spencer Reid (Matthew Gray Gubler) | Aaron Hotchner (Thomas Gibson)                                | Jennifer « J. J. » Jareau (Andrea Joy Cook) |                                                                       |                                             | Penelope Garcia (Kirsten Vangsness) |
| 12                             | David Rossi (Joe Mantegna)                                           | Dr Tara Lewis (Aisha Tyler)          | Aaron Hotchner (Thomas Gibson, 2 épisodes) puis Emily Prentiss (Paget Brewster) | Dr Spencer Reid (Matthew Gray Gubler) | Luke Alvez (Adam Rodriguez)                                   | Jennifer « J. J. » Jareau (Andrea Joy Cook) | Stephen Walker (Damon Gupton) à partir du 12x08                       |                                             | Penelope Garcia (Kirsten Vangsness) |
| 13                             | David Rossi (Joe Mantegna)                                           | Dr Tara Lewis (Aisha Tyler)          | Emily Prentiss (Paget Brewster, 13 épisodes) puis Jennifer "J.J." Jareau (Andrea Joy Cook) supervisée par la directrice adjointe Linda Barnes (3 épisodes) et Emily Prentiss à partir du 13x17 | Dr Spencer Reid (Matthew Gray Gubler) | Luke Alvez (Adam Rodriguez)                                   | Jennifer « J. J. » Jareau (Andrea Joy Cook) | Matthew Simmons (Daniel Henney)                                       |                                             | Penelope Garcia (Kirsten Vangsness) |
| 14                             | David Rossi (Joe Mantegna)                                           | Dr Tara Lewis (Aisha Tyler)          | Emily Prentiss (Paget Brewster) | Dr Spencer Reid (Matthew Gray Gubler) | Luke Alvez (Adam Rodriguez)                                   | Jennifer « J. J. » Jareau (Andrea Joy Cook) | Matthew Simmons (Daniel Henney)                                       |                                             | Penelope Garcia (Kirsten Vangsness) |
| 15                             | David Rossi (Joe Mantegna)                                           | Dr Tara Lewis (Aisha Tyler)          | Emily Prentiss (Paget Brewster) | Dr Spencer Reid (Matthew Gray Gubler) | Luke Alvez (Adam Rodriguez)                                   | Jennifer « J. J. » Jareau (Andrea Joy Cook) | Matthew Simmons (Daniel Henney)                                       |                                             | Penelope Garcia (Kirsten Vangsness) |
| 16                             | David Rossi (Joe Mantegna)                                           | Dr Tara Lewis (Aisha Tyler)          | Emily Prentiss (Paget Brewster) |                                       | Luke Alvez (Adam Rodriguez)                                   | Jennifer « J. J. » Jareau (Andrea Joy Cook) |                                                                       |                                             | Penelope Garcia (Kirsten Vangsness) |
| 17                             | David Rossi (Joe Mantegna)                                           | Dr Tara Lewis (Aisha Tyler)          | Emily Prentiss (Paget Brewster) |                                       | Luke Alvez (Adam Rodriguez)                                   | Jennifer « J. J. » Jareau (Andrea Joy Cook) |                                                                       |                                             | Penelope Garcia (Kirsten Vangsness) |
| 18                             | David Rossi (Joe Mantegna)                                           | Dr Tara Lewis (Aisha Tyler)          | Emily Prentiss (Paget Brewster) |                                       | Luke Alvez (Adam Rodriguez)                                   | Jennifer « J. J. » Jareau (Andrea Joy Cook) |                                                                       |                                             | Penelope Garcia (Kirsten Vangsness) |
| 19                             | David Rossi (Joe Mantegna)                                           | Dr Tara Lewis (Aisha Tyler)          | Emily Prentiss (Paget Brewster) |                                       | Luke Alvez (Adam Rodriguez)                                   | Jennifer « J. J. » Jareau (Andrea Joy Cook) |                                                                       |                                             | Penelope Garcia (Kirsten Vangsness) |

### Acteurs principaux

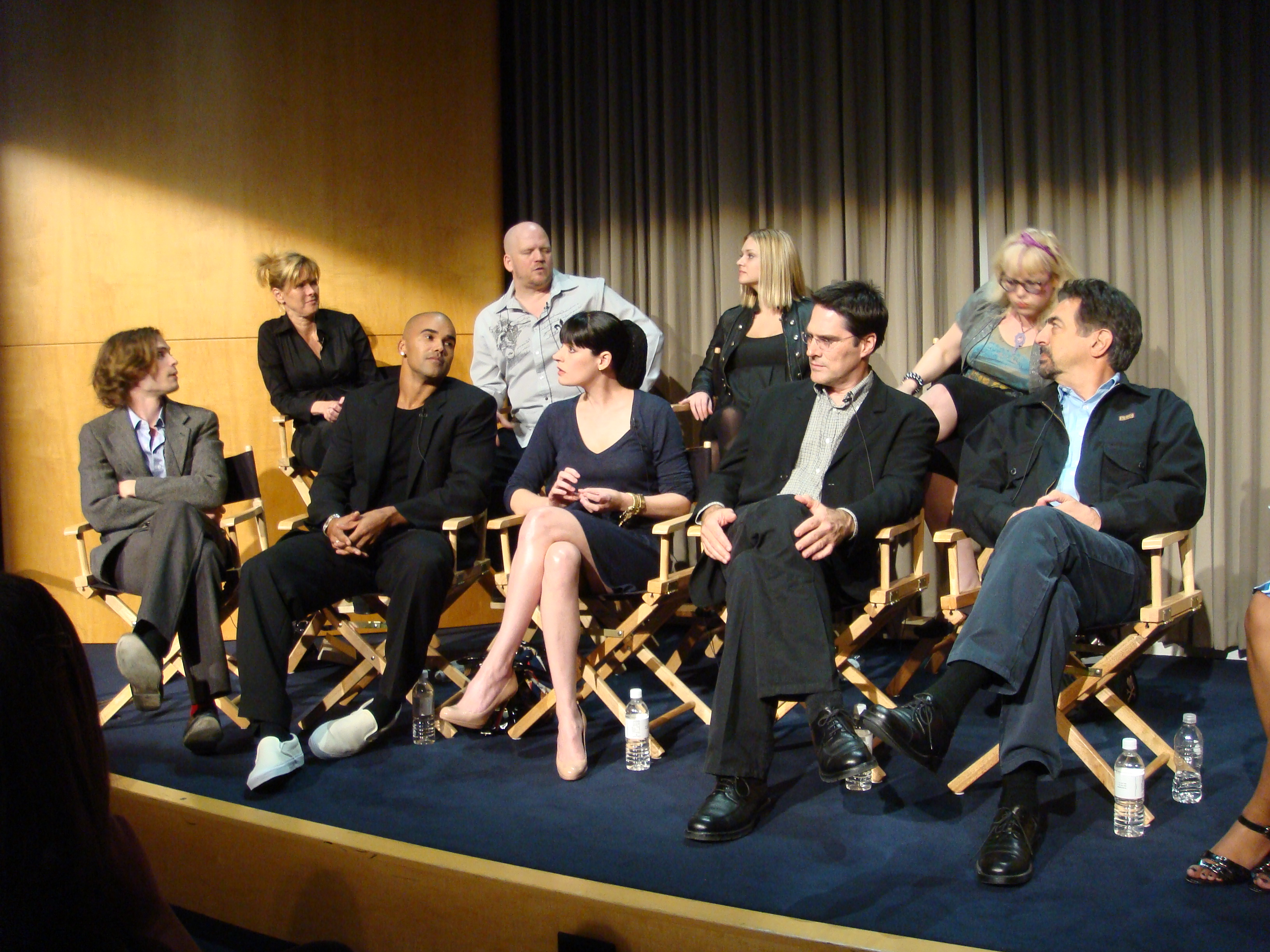
L'équipe de la série au PaleyFest 2008.

- Andrea Joy Cook (VF : Véronique Picciotto) : agent spécial Jennifer « J. J. » Jareau, anciennement agent de liaison (saisons 1 à 5 puis depuis la saison 7, récurrente saison 6)
- Kirsten Vangsness (VF : Laëtitia Lefebvre) : Penelope Garcia, analyste technique et agent de liaison (depuis la saison 2, récurrente saison 1)
- Paget Brewster (VF : Marie Zidi) : agent spécial Emily Prentiss, chef d'unité[6],[7] (saisons 2 à 7 puis depuis la saison 12, invitée saisons 9 et 11)
- Joe Mantegna (VF : Hervé Jolly) : agent spécial superviseur David Rossi (depuis la saison 3)
- Aisha Tyler (VF : Anne Dolan) : Dr Tara Lewis, psychologue spécialisée dans la psychologie judiciaire (depuis la saison 12, récurrente saison 11)
- Adam Rodriguez (VF : Cyrille Artaux) : agent spécial Luke Alvez (depuis la saison 12)
- Zach Gilford : Elias Voit (alias Sicarius), tueur en série (depuis la saison 17, récurrent saison 16)
- Ryan-James Hatanaka : Tyler Green, consultant (depuis la saison 17, récurrent saison 16)

Anciens acteurs principaux
Note : La liste présente les acteurs principaux ayant quitté la série par ordre de présence durant la série.
- Lola Glaudini (VF : Julie Dumas) : agent spécial Ellie Greenaway (saisons 1 et 2)
- Mandy Patinkin (VF : Patrick Floersheim) : agent spécial Jason Gideon (saisons 1 à 3)
- Rachel Nichols (VF : Karine Foviau) : agent spécial Ashley Seaver[8] (saison 6)
- Jeanne Tripplehorn (VF : Juliette Degenne) : agent spécial Alex Blake, spécialisée en linguistique (saisons 8 et 9)
- Jennifer Love Hewitt (VF : Sophie Arthuys) : agent spéciale Kate Callahan (saison 10)
- Shemar Moore (VF : David Krüger) : agent spécial Derek Morgan et chef d'unité lors de la saison 5 (saisons 1 à 11, invité saisons 12 et 13)
- Thomas Gibson (VF : Julien Kramer) : agent spécial superviseur et chef d'unité Aaron « Hotch » Hotchner (saisons 1 à 12)
- Damon Gupton (VF : Olivier Cordina) : agent spécial Stephen Walker (décédé) (saison 12
- Daniel Henney (VF : Anatole de Bodinat) : agent des opérations spéciales Matthew « Matt » Simmons (invité saisons 10 et 12 puis saisons 13 à 15)
- Matthew Gray Gubler (VF : Taric Mehani) : agent spécial Dr Spencer Reid (saisons 1 à 15, invité saison 18)

### Acteurs récurrents
- Josh Stewart (VF : Thierry Wermuth) : William LaMontagne Jr. † (saisons 2 à 5, 7 à 9, 11 à 16 et 18)[9]
- Mekhai Andersen : Henry LaMontagne (saison 5 puis depuis la saison 7)
- Kelly Frye : Kristy Simmons (saisons 13 à 15)
- Declan Whaley : David Simmons (saisons 13 à 15)
- Jane Lynch (VF : Marie-Laure Beneston) : Diana Reid (saisons 1 et 2 puis 4, 12, 14 et 15 [10])
- Rachael Leigh Cook : Maxine « Max » Brenner (saison 15)

Anciens acteurs récurrents
Note : La liste présente les acteurs récurrents ayant quitté la série par ordre de présence durant la série.
- Gonzalo Menendez : agent Josh Cramer (invité saisons 1 et 2)
- Meta Golding (VF : Claire Guyot) : agent Jordan Todd (saison 4)
- C. Thomas Howell : George Foyet (saisons 4 et 5, invité saison 9)
- Meredith Monroe (VF : Barbara Delsol) : Haley Hotchner (saisons 1 à 3 et 5, invitée saison 9)
- Sebastian Roché (VF : Emmanuel Gradi) : Clyde Easter (saisons 6 et 7)
- Timothy V. Murphy (VF : Patrick Laplace) : Ian Doyle (saison 6, invité saison 7)
- Bellamy Young (VF : Véronique Soufflet) : Beth Clemmons (saisons 7 et 8)
- Jayne Atkinson (VF : Josiane Pinson) : chef de section Erin Strauss (saisons 3 et 5 à 8, invitée saisons 2 et 9)
- Nicholas Brendon (VF : Mark Lesser) : Kevin Lynch (saisons 3 à 8, invité saisons 9 et 10)
- Beth Riesgraf (VF : Laurence Sacquet) : Dr Maeve Donovan (saison 8, invitée saison 12)
- Brian Appel : agent Grant Anderson (saisons 1, 2, 5 et 7 à 9, invité saisons 3, 10 et 11)
- Esai Morales (VF : Jean-Louis Faure) : le chef de section Mateo Cruz (saison 9, invité saison 10)
- Cade Owens : Jack Hotchner (saisons 3 et 5 à 10, invité saisons 4 et 11)
- Amber Stevens : Joy Struthers (saison 10, invitée saison 11)
- Rochelle Aytes (VF : Sophie Riffont) : Dr Savannah Hayes (saisons 9 à 11)
- Gia Mantegna : Lindsey Vaughn (saison 12, invitée saison 3)
- Bodhi Elfman : Peter Lewis / M. Scratch (saison 12, invité saisons 10, 11 et 13)
- Aubrey Plaza : Cat Adams (saison 12, invitée saison 11)
- Tracie Thoms : Monica Walker (invitée saisons 12 et 13)
- Kim Rhodes (VF : Vanina Pradier) : Linda Barnes (saison 13)

### Acteurs principaux des séries dérivées

#### Criminal Minds: Suspect Behavior
Note : Ces personnages ont été introduits lors de l'épisode 18 de la cinquième saison (Intime conviction) d’Esprits criminels.
- Forest Whitaker (VF : Emmanuel Jacomy) : agent spécial Sam Cooper, agent spécial superviseur et chef de l'unité
- Matt Ryan (VF : Axel Kiener) : agent spécial Mick Rawson
- Michael Kelly (VF : Marc Saez) : agent spécial Jonathan Simms alias « le Prophète »
- Beau Garrett (VF : Charlotte Marin) : agent spéciale Gina LaSalle
- Janeane Garofalo (VF : Sophie Riffont) : agent spéciale Beth Griffith

#### Esprits criminels: Unité sans frontières
Note : Ces personnages ont été introduits lors de l'épisode 19 de la dixième saison (Beyond Borders) d’Esprits criminels.
- Gary Sinise (VF : Bernard Gabay) : agent spécial superviseur et chef d'unité Internationale Jack Garrett
- Alana de la Garza (VF : Chantal Baroin) : agent spécial superviseur Clara Seger
- Daniel Henney (VF : Anatole de Bodinat) : agent spécial des opérations Matthew « Matt » Simmons
- Tyler James Williams (VF : Pierre Casanova) : Russ « Monty » Montgomery, analyste
- Annie Funke (VF : Olivia Luccioni) : Dr Mae Jarvis, médecin légiste

Version française
- Société de doublage : Dubbing Brothers[11],[12]
- Direction artistique : Emmanuel Jacomy[11]
- Adaptation des dialogues : Igor Conroux[11], Laurence Crouzet[11], François Dubuc[11], Jonathan Amram et Sandrine Chevalier [11],[12]
- Enregistrement et mixage : Antoine Truchard[11]

 Source et légende : version française (VF) sur RS Doublage et Doublage Séries Database

## Production

### Développement
Le 6 mars 2006, CBS renouvelle la série pour une deuxième saison.
Le 14 février 2008, la série est renouvelée pour une quatrième saison.
Le 14 mars 2012, la série a été renouvelée pour une huitième saison.
Le 9 mai 2013, CBS a renouvelé la série pour une neuvième saison.
Le 13 mars 2014, CBS a renouvelé la série pour une dixième saison.
Le 11 mai 2015, CBS a renouvelé la série pour une onzième saison.
Le 6 mai 2016, la série a été renouvelée pour une douzième saison.
Le 7 avril 2017, CBS a renouvelé la série pour une treizième saison.
Le 13 mai 2018, CBS annonce le renouvellement de la série pour une quatorzième saison.
Le 10 janvier 2019, CBS annonce le renouvellement de la série pour une quinzième saison, composée de dix épisodes et qui sera la dernière.
Le 25 février 2021, la plateforme Paramount+ annonce un revival de la série, et commande une seizième saison, composée de dix épisodes.
Le 31 juillet 2021, l'actrice Paget Brewster annonce que la suite de la série est compromise.
Le 2 février 2022, Paramount +, annonce finalement que la série est toujours en développement et que le retard est dû à un "remaniement exécutif au sein de l'entreprise".
Le 15 juillet 2022, Paramount +, officialise le retour de la série avec une saison de 10 épisodes centrée sur une seule et même intrigue. La nouvelle saison est diffusée du 24 novembre 2022 au 9 février 2023 sur Paramount +, et est nommée Criminal Minds : Evolution.
Le 12 janvier 2023, Paramount +, annonce le renouvellement de la série pour une dix-septième saison.
Le 5 juin 2024, la série est renouvelée pour une dix-huitième saison, toujours sur Paramount +.
Le 5 mars 2025, Paramount + annonce le renouvellement de la série pour une dix-neuvième saison.

### Casting
La distribution a connu de nombreux changements au cours des différentes saisons.
Alors que le tournage de la deuxième saison a commencé, Lola Glaudini (Elle Greenaway) décide de quitter Los Angeles, lieu de tournage de la série, pour retourner vivre à New York. Sa sortie est arrangée au bout de quelques épisodes.
Au début du tournage de la troisième saison, Mandy Patinkin (Jason Gideon) refuse de se présenter sur le plateau. Les négociations pour qu'il revienne échouant, l'acteur est remercié peu après. Il apparaît néanmoins dans 2 épisodes de la troisième saison. Un nouveau personnage, David Rossi, est donc introduit en cours de saison à partir de l'épisode 6, interprété par l'acteur Joe Mantegna, voix originale de Gros Tony dans Les Simpson.
Lors de la sixième saison, l'actrice Andrea Joy Cook, interprétant le personnage de Jennifer Jareau (J. J.), quitte la série et la production fait savoir que l'actrice Paget Brewster (Emily Prentiss) va rester actrice principale mais pas à temps complet. À la suite de cette annonce, les fans déçus se mobilisent et lancent une campagne de soutien par le biais d'une pétition et l'envoi de pochettes en carton personnalisées. Ces pochettes, qui contiennent le dossier d'une affaire, sont envoyées aux bureaux de la production dans le but de faire pression pour que l'actrice Andrea Joy Cook reste dans la série et pour que Paget Brewster soit présente à temps complet. Andrea Joy Cook revient finalement dans les deux premiers épisodes de la sixième saison pour donner une fin convenable à son personnage. Paget Brewster, quant à elle, indique que cette sixième saison sera bien la dernière pour elle. Elle quitte la série dans l'épisode 18 de la sixième saison (Lauren: Part Two). Le 15 avril 2011, après de nouvelles négociations, Andrea Joy Cook (J.J.) obtient son retour à plein temps dans la série, et au moins pour deux ans, à partir du dernier épisode de la sixième saison.
Fin mai 2011, Paget Brexster, dont le pilote de la nouvelle série, intitulée My Life as an Experiment, n'a pas été retenu pour la saison 2011-2012, réintègre également la distribution au détriment de Rachel Nichols.
En juin 2012, après le départ officiel de Paget Brewster, l'actrice Jeanne Tripplehorn rejoint le casting pour deux saisons.
En juillet 2014, au terme de deux ans de contrat, Jeanne Tripplehorn décide de ne pas le renouveler. La production annonce que l'actrice Jennifer Love Hewitt rejoint le casting principal pour la dixième saison. Étant tombée enceinte au cours de la réalisation de cette dixième saison de la série, elle en quitte la distribution à la fin de ladite saison, avec la possibilité d'apparaître à nouveau.
En juin 2015, avec le départ de Jennifer Love Hewitt et le congé d'Andrea Joy Cook, toutes deux pour leurs grossesses, une nouvelle actrice fera son entrée, il s'agit de Aisha Tyler qui interprètera le Dr Tara Lewis, psychologue médico-légale. Puis, Andrea Joy Cook est annoncée pour faire son retour au milieu de la onzième saison.
En mars 2016, Shemar Moore (Derek Morgan) annonce son départ de la série après onze saisons. Il explique aussi qu'initialement il souhaitait partir après la dixième saison, son contrat prenant fin au même moment. Toutefois, pour que son personnage ne disparaîsse pas brusquement, il a fait le choix de prolonger afin de conclure son histoire.
Le 12 juin 2016, Adam Rodriguez est annoncé pour intégrer la distribution principale et remplacer Shemar Moore dès la douzième saison.
En juillet 2016, Paget Brewster est de retour et apparaît dans plusieurs épisodes de la douzième saison. Consécutivement au renvoi définitif de Thomas Gibson, elle restera jusqu'à la fin de la douzième saison en qualité de nouveau chef d'équipe. Elle restera également au casting en juin 2017 pour la treizième saison.
En août 2016, Aisha Tyler est promue à la distribution principale à partir de la douzième saison, après avoir été récurrente lors de la onzième. Le 11 août 2016, au cours du tournage de la douzième saison, Thomas Gibson est suspendu pour plusieurs épisodes après une altercation avec un des producteurs de la série. Le lendemain, CBS annonce finalement le renvoi définitif de l'acteur après onze saisons.
En juin 2017, Damon Gupton a annoncé quitter la série après seulement une saison et qu'il ne serait pas de retour lors de la treizième saison, pour cause de changement créatif. La production de la saison 13 est également retardée avec les renégociations des salaires des actrices Kirsten Vangsness et A.J. Cook, qui souhaitent obtenir une égalisation avec les rémunérations de Matthew Gray Gubler et Joe Mantegna,.
En juin 2017, après que la série dérivée Esprits criminels : Unité sans frontières (Criminal Minds: Beyond Borders) a été annulée quelque temps plus tôt, la chaîne CBS a annoncé que Daniel Henney reprendrait son rôle d'agent des opérations spéciales Matthew « Matt » Simmons en rejoignant la distribution principale lors de la treizième saison.
Le 7 février 2022, il est annoncé que Joe Mantegna, Kirsten Vangsness, Andrea Joy Cook, Adam Rodríguez, Aisha Tyler et Paget Brewster seront de retour dans la seizième saison au contraire de Matthew Gray Gubler et Daniel Henney.
Le 12 décembre 2024, on apprend que Matthew Gray Gubler sera de retour dans au moins un épisode de la dix-huitième saison de la série qui sera diffusée sur Paramount + en 2025.

### Tournage

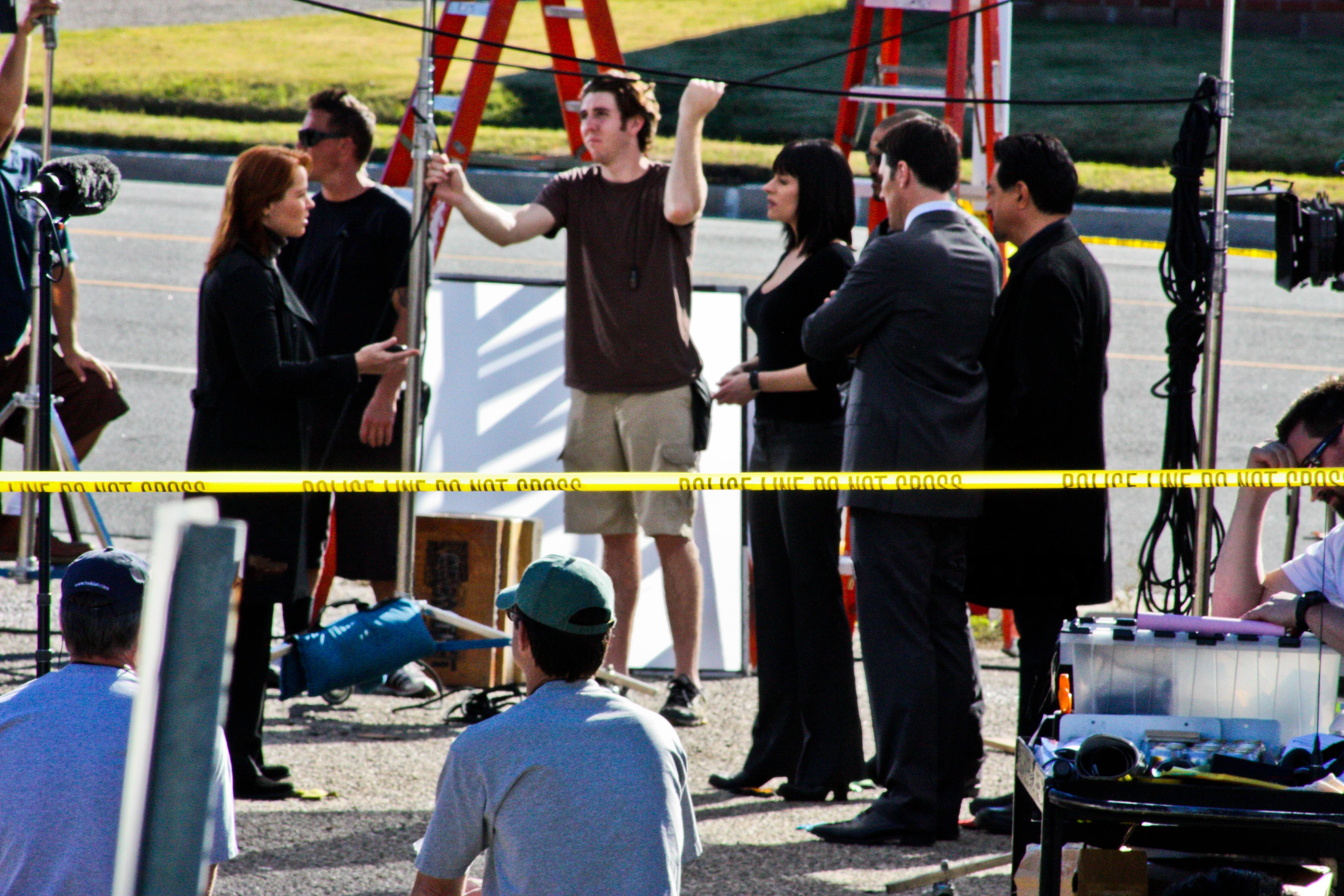
Tournage d'une scène d'un épisode de la sixième saison d’Esprits criminels, avec à droite Thomas Gibson, Joe Mantegna, Shemar Moore et Paget Brewster.

La série est tournée aux États-Unis, à Altadena, Glendale, Long Beach, Santa Clarita, en Californie, et dans l"Illinois, à Chicago, ainsi qu'à Vancouver et en Colombie-Britannique au Canada.

### Réalisation
Chaque épisode débute (après le générique de début) et se termine quasiment toujours par une citation d'auteur, en rapport avec le thème de l'épisode, citée en voix off par un membre de l'équipe.

### Générique
La musique du générique a été composée par Mark Mancina.
Les photos apparaissant tout le long du générique de début sont de véritables photos de criminels comme : Charles Manson, Jeffrey Dahmer, Richard Ramirez, John Wayne Gacy, Aileen Wuornos, Ted Bundy, Lee Harvey Oswald ou Henry Lee Lucas)

### Fiche technique
- Titre original : Criminal Minds
- Titre francophone : Esprits criminels
- Création : Jeff Davis
- Réalisation : Félix Enríquez Alcalá, Glenn Kershaw, Edward Allen Bernero, John E. Gallagher (en), Charles Haid, Rob Spera, Anna Foerster, Richard Shepard, Andy Wolk (en), Tim Matheson, Matthew Gray Gubler
- Scénario : Jeff Davis, Edward Allen Bernero, Chris Mundy, Erica Messer (en), Simon Mirren (en), Debra J. Fisher, Jim Clemente, Breen Frazier (en), Aaron Zelman (en)
- Direction artistique : Victoria Ruskin, Oana Bogdan, Adam Rowe, Gershon Ginsburg, Vincent Jefferds et Desma Murphy
- Décors : Vincent Jefferds et Victoria Ruskin
- Costumes : B.J. Rogers
- Directeur de la photographie : Greg St. Johns et Glenn Kershaw
- Montage : Nina Gilberti, Farrel Levy, Adam Wolfe, Jimmy Giritlian, Jimmy Hill et Peter B. Ellis
- Musique : Marc Fantini, Steffan Fantini, Scott Gordon, Mark Mancina
- Casting : April Webster, Scott David, Becky Silverman, Gina Garcia et Erica L. Silverman
- Production : Gigi Coello-Bannon, Erica Messer, Charles S. Caroll, Glenn Kershaw, Breen Frazier, Andrew Wilder (en), Andi Bushell, Holly Harold, Randy Huggins, Alicia Kirk, Charles Murray
  - Production délégué : Mark Gordon, Jeff Davis, Edward Allen Bernero, Deborah Spera, Simon Mirren, Charles S. Caroll, Chris Mundy, Debra J. Fisher, Janine Sherman
- Sociétés de production : CBS Paramount Network Television, The Mark Gordon Company, Touchstone Television, CBS Television Studios, ABC Studios
- Sociétés de distribution : Columbia Broadcasting System (télévision), Paramount Home Entertainment (DVD - États-Unis) M6 Vidéo (DVD - France)
- Pays d'origine :  États-Unis
- Langue originale : anglais
- Format : couleur - 1, 8:1 - son Dolby Digital
- Genre : dramatique, policier, profilage criminel
- Durée : 42 minutes
- Public : Déconseillé aux moins de 10 ans (certains épisodes sont déconseillés aux moins de 12 ans et, plus rarement, interdits aux moins de 16 ans.) Sauf indication contraire, les informations mentionnées dans cette section peuvent être confirmées par la base de données cinématographiques IMDb,  présente dans la section « Liens externes ».

## Accueil

### Audience
| Saison | Nombre d'épisodes | Diffusion originale | Diffusion originale | Diffusion originale | Diffusion originale                  | Diffusion originale |
| Saison | Nombre d'épisodes | Années              | Début de saison     | Fin de saison       | Audience moyenne (en millions) à J+7 | Rang #              |
| ------ | ----------------- | ------------------- | ------------------- | ------------------- | ------------------------------------ | ------------------- |
| 1      | 22                | 2005-2006           | 22 septembre 2005   | 10 mai 2006         | 12,63                                | 28                  |
| 2      | 23                | 2006-2007           | 20 septembre 2006   | 15 mai 2007         | 14,05                                | 24                  |
| 3      | 20                | 2007-2008           | 26 septembre 2007   | 21 mai 2008         | 12,78                                | 24                  |
| 4      | 26                | 2008-2009           | 24 septembre 2008   | 20 mai 2009         | 14,95                                | 11                  |
| 5      | 23                | 2009-2010           | 23 septembre 2009   | 26 mai 2010         | 13,69                                | 16                  |
| 6      | 24                | 2010-2011           | 22 septembre 2010   | 18 mai 2011         | 14,11                                | 10                  |
| 7      | 24                | 2011-2012           | 21 septembre 2011   | 16 mai 2012         | 13,20                                | 15                  |
| 8      | 24                | 2012-2013           | 26 septembre 2012   | 22 mai 2013         | 12,15                                | 20                  |
| 9      | 24                | 2013-2014           | 25 septembre 2013   | 14 mai 2014         | 12,66                                | 12                  |
| 10     | 23                | 2014-2015           | 1er octobre 2014    | 6 mai 2015          | 14,11                                | 11                  |
| 11     | 22                | 2015-2016           | 30 septembre 2015   | 4 mai 2016          | 12,20                                | 16                  |
| 12     | 22                | 2016-2017           | 28 septembre 2016   | 10 mai 2017         | 10,86                                | 20                  |
| 13     | 22                | 2017-2018           | 27 septembre 2017   | 18 avril 2018       | 9,58                                 | 29                  |
| 14     | 15                | 2018-2019           | 3 octobre 2018      | 6 février 2019      | 8,22                                 | 41                  |
| 15     | 10                | 2019-2020           | 8 janvier 2020      | 19 février 2020     | 8,01                                 | 34                  |
| 16     | 10                | 2022-2023           | 24 novembre 2022    | 9 février 2023      | /                                    | /                   |
| 17     | 10                | 2023-2024           | 6 juin 2024         | 1er août 2024       | /                                    | /                   |
| 18     | 10                | 2024-2025           | 8 mai 2025          |                     | /                                    | /                   |

#### Audience pays francophones
En France, la première saison a été suivie par une moyenne de 2,31 millions de téléspectateurs ; la deuxième par 2,58 millions et la sixième par 7,75 millions.
La septième saison est marquée par une légère chute de son audience, mais garde un niveau très élevé avec une moyenne de 7,08 millions de téléspectateurs entre septembre et décembre 2012. La huitième saison proposée à la même période en 2013 stoppera cette érosion, gardant un niveau d'audience très élevé avec une moyenne de 7,14 millions de téléspectateurs.

### Plateformes de streaming
Selon le classement publié par l'institut américain Nielsen NetRatings, le 13 janvier 2021, Esprits Criminels, est la troisième série la plus regardée en 2020 sur les plateformes de streaming, avec 35,41 milliards de minutes d'écoute grâce à sa sortie sur Netflix, se plaçant derrière The Office etGrey's Anatomy.
Selon le classement publié le 23 janvier 2022 par l'institut américain Nielsen, Esprits Criminels est la première série la plus regardée en 2021 sur les plateformes de streaming, avec 33,86 milliards de minutes d'écoute grâce à sa disponibilité sur Netflix.
Le 26 janvier 2023, toujours selon le classement publié par l'institut américain Nielsen, Esprits Criminels est la septième série la plus regardée sur les plateformes de streaming aux États-Unis, grâce à la diffusion d'une partie de ses saisons sur Netflix, avec 24,9 milliards de minutes d'écoute, derrière Stranger Things et NCIS : Enquêtes spéciales notamment.

### Réception critique
Le site Imdb.com, présente une note de 8,1/10 basée sur plus de 229 000 internautes. Le site français Allociné, présente quant à lui une note de 3,9/5 basée sur 28 153 internautes et une note moyenne de 3,7/5 pour Evolution (séparée du reste) pour 148 notes.

## Franchise
Criminal Minds: Suspect Behavior (2011) :
Le 29 septembre 2009, on apprend qu'un spin-off d'Esprits Criminels va voir le jour et que ses personnages seront introduits lors de l'épisode 18 de la saison 5 d'Esprits Criminels, via un épisode pilote.
Le 16 mai 2010, on apprend que le spin-off a bien été commandé après un épisode pilote jugé satisfaisant. La série est diffusée du 16 février 2011 au 25 mai 2011 puis  est finalement annulée au bout de la première saison et 13 épisodes.
Esprits criminels : Unité sans frontières (2016-2017) :
Le 14 décembre 2014, on apprend que CBS développe un nouveau spin-off de la série. C'est la deuxième série dérivée d'Esprits Criminels. Elle est introduite lors de l'épisode 19 de la saison 10. Mettant en vedette Gary Sinise et Alana de la Garza, cette série débute le 16 mars 2016 et sera renouvelée pour une deuxième saison le 13 mai 2016. Elle est finalement annulée le 14 mai 2017, au terme de la deuxième saison.

## Univers de la série

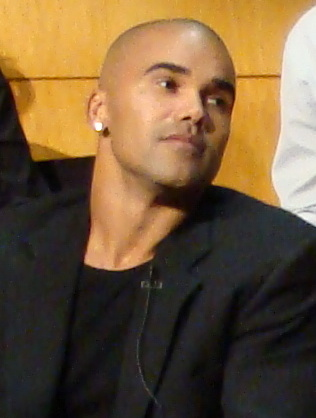
L'agent Derek Morgan est interprété par Shemar Moore.

### Personnages

#### Principaux
Agent spécial du FBI, DSC : David Rossi
Interprété par Joe Mantegna.
Originaire de Long Island, l'agent David Rossi est l'un des grands noms du DSC, qu'il a contribué à créer. Auteur d'ouvrages et de nombreux articles de référence sur le profilage et les criminels, il avait abandonné son métier d'agent pour se consacrer à sa carrière d'écrivain. Mais il est rongé par une vieille affaire irrésolue : un couple massacré à la hache dont les trois enfants ont été laissés en vie, mais traumatisés. C'est ce qui le pousse à quitter sa retraite pour revenir au DSC, peu après le départ de l'agent Jason Gideon, où il alterne enquêtes et tournées de dédicaces. Il a divorcé trois fois, fait des études en justice pénale, et a entretenu une relation avec la chef de section Erin Strauss plus d'un an, avant qu'elle ne soit assassinée. Lors de la saison 10, il découvre qu'il a une fille, prénommée Joy, issue de l'un de ses précédents mariages, et apprend aussi qu'il est grand-père grâce à cette dernière.
Entre les saisons 11 et 13, il sort de nouveau avec sa seconde ex-femme et mère de Joy, Hayden Montgomery, puis reprend une relation dans la quatorzième saison avec sa troisième ex-femme, Krystall Richards, avec qui il se remarie lors du dernier épisode de la saison 14. Elle meurt d'une maladie entre la saison 15 et 16. Il devient chef du DSC après le départ d'Emily Prentiss.
 Agent spécial du FBI, DSC : Le Dr Spencer Reid
Interprété par Matthew Gray Gubler
Originaire de Las Vegas, dans le Nevada, le docteur Reid est un prodige ayant obtenu son bac à l'âge de douze ans. William, son père, n'étant plus capable de gérer la schizophrénie paranoïde de son épouse, a quitté le foyer familial durant l'enfance de Spencer. Ce dernier a grandi en apprenant tout ce qu'il pouvait dans les livres, grâce à sa mémoire eidétique. De plus, Diana Reid, sa mère, qui avait enseigné quelque temps la littérature, et particulièrement celle du XIIIe siècle, lui faisait souvent la lecture. Selon elle « chaque jour, la vie nous réserve une aventure » (saison 1, épisode 22 : La Quête). Spencer savait que la façon de vivre de sa mère n'était pas saine. Aussi l'a-t'il placée dans un hôpital lorsqu'il a eu 18 ans. Il a déclaré lui envoyer des lettres tous les jours car il se sentait coupable de ne pas lui rendre visite. Il est également inquiet par la possibilité que la maladie de sa mère soit héréditaire, ce qu'il a d'ailleurs confié un jour à Morgan en lui disant : « Je sais ce que c'est d'avoir peur de son propre esprit » (saison 2, épisode 11 : Pulsion).
Durant ses années de lycée, il a connu son rival en tout point (dans les concours d'orthographe, de maths…), ayant aussi, comme lui, le désir de rentrer au FBI. Ce rival, un certain Ethan, a cependant abandonné dès son premier jour d'entraînement (saison 2, épisode 18 : L'Éventreur), alors que Spencer avait bien failli ne pas entrer au DSC, faute de réussite aux épreuves physiques. Mais une exception faite en sa faveur lui a permis d'enquêter sur le terrain.
Spencer a des doctorats en chimie, mathématique et ingénierie. Il est également diplômé en psychologie, en sociologie et suit des cours en philosophie (saison 4, épisode 8 : Duel de maîtres). Il entretient des liens profonds avec ses collègues, et considère Jason Gideon comme son mentor au début de la série. Puis ce rôle revient à l'agent Aaron Hotchner après le départ de Gideon. Il est aussi considéré comme le « petit frère » des membres du bureau (surtout pour l'agent Morgan dont il est très proche). Il est le parrain du fils de William LaMontagne Jr. et de Jennifer Jareau, alias « J.J. ».
Lors du 18e épisode de la première saison, la victime principale, Lila Archer (jouée par Amber Heard), s'amourache de lui et le béguin semble réciproque. Mais, le temps de réussir à démasquer la personne qui la persécute, leur histoire se termine avec l'épisode, Spencer ayant pris la décision de ne pas la rappeler.
Après avoir été enlevé, torturé et drogué par un tueur en série souffrant d'un dédoublement de la personnalité, il a développé un problème d'addiction. Dans la saison 3, il se rend anonymement à une réunion où l'on apprend qu'il n'est plus dépendant depuis plusieurs mois. Dans la saison 8, il a une relation par correspondance avec l'amour de sa vie, Maeve Donovan, vivant recluse par crainte d'un harceleur. Alors que, pour la première fois, ils se sont brièvement rencontrés, elle est assassinée peu après sous ses yeux d'une balle tirée dans la tête par Diane Turner (Michelle Trachtenberg). Les deux femmes étant côte à côte, l'arme à la fois pointée sur la tête de la victime et vers sa harceleuse, la balle tuera aussi cette dernière. Folle et rancunière, Diane Turner est une des anciennes étudiantes de Maeve Donovan, et elle s'était mise à la harceler sous prétexte que Maeve n'avait pas validé sa thèse. Profondément marqué par ce drame, Spencer se cloitrera un temps chez lui et sombrera dans la dépression. Et même après sa reprise du travail, il en gardera des insomnies.
Apprenant que sa mère, en plus de sa schizophrénie, est désormais diagnostiquée comme atteinte de la maladie d'Alzheimer, il l'accueille chez lui et redouble d'efforts pour prendre soin d'elle au mieux, aidé d'une aide-soignante à domicile lorsqu'il est sur une affaire, et trouver des traitements alternatifs efficaces. Au milieu de la saison 12, il se fera arrêter durant une course-poursuite à Matamoros (Mexique), dans un état second et en possession de cocaïne. Puis il sera mis en accusation pour le meurtre d'une femme médecin avec qui il traitait pour un traitement alternatif pour sa mère, ce qui apparaît aux yeux de l'équipe comme un coup monté par un tueur surnommé M. Griffe. Spencer sera rapatrié puis incarcéré un bon moment dans un pénitencier de haute sécurité, où il rencontrera des problèmes. Mais il sera finalement innocenté et libéré après avoir appris que la personne derrière tout ça n'était autre que sa pire ennemie, la tueuse en série Cat Adams. Elle  avait pu agir avec la complicité d'un des anciens geôliers de Spencer, aidée aussi par Lindsey Vaughn, une victime dans une de leurs affaires remontant à dix ans qui vivait, selon les dernières nouvelles, avec son père comme témoin protégé. Lindsey Vaughn, suivant les ordres de la tueuse, va narguer Spencer en prison et enlever sous ses yeux Diana Reid, qui est cependant retrouvée rapidement et en vie.
Dans la saison 16, il est annoncé qu'il est en mission en dehors de leur unité, et que son absence sert à saper le moral de l'équipe afin qu'ils échouent dans leur travail, ce qui est voulu par le directeur adjoint Bailey.
 Agent spécial du FBI, DSC : L'analyste technique Penelope Garcia
Interprétée par Kirsten Vangsness
Originaire de Californie, Penelope Garcia est surdouée en informatique et l'unique membre du DSC qui ne pratique pas le profilage. Mais s'il faut passer par un ordinateur afin d'obtenir des informations, elle est là. Ayant d'abord fait des études en médecine, avant de se reconvertir dans le piratage informatique, elle a été recrutée par le DSC après avoir piraté le réseau du FBI. Penelope entretient une relation particulière mais amicale avec Derek Morgan.
Tout à la fin de l'épisode 8 de la saison 3, elle passe tout près de la mort en se faisant tirer dessus. Dans l'épisode suivant, don le titre est son prénom en version originale, on apprend que ses parents étaient hippies et qu'ils sont morts dans un accident de voiture, à cause de l'alcool au volant, quand elle avait 18 ans. Elle a aussi quatre frères (saison 2, épisode 2 : Vente en ligne).
Elle commence peu après à fréquenter Kevin Lynch, un autre technicien informatique du FBI. Très amie avec Jennifer, elle tentera de prendre sa place après son départ, mais ne parviendra pas à supporter la pression et l'aspect relationnel de ce poste. Penelope Garcia est également la marraine d'Henry, le fils de Jennifer « J. J. » Jareau, et de Hank, le fils de Derek Morgan.
Elle démissionne à la fin de la saison 15, du fait qu'elle supporte mal l'horreur des crimes sur lesquels enquête le DSC. Mais elle revient à son poste durant la saison 16 pour aider l'équipe à retrouver Sicarius.
 Agent spécial de liaison avec les médias du FBI, DSC : Jennifer « J.J. » Jareau
Interprétée par Andrea Joy Cook.
Originaire de Pennsylvanie, Jennifer Jareau est l'agent de liaison de l'équipe, également chargée des relations publiques. Elle est la personne qui parle aux médias, mais aussi aux services de police qui demandent l'aide du DSC. Quand elle avait huit ans, sa sœur aînée s'est suicidée. Elle rencontre William Lamontagne Jr à La Nouvelle-Orléans, dans la deuxième saison. Une saison plus tard, on le retrouve à Miami et on y apprend qu'ils ont entretenu une liaison pendant toute une année. Peu de temps après, au cours de la quatrième saison, on apprend que J.J. et Will vont être parents d'un petit garçon qu'ils vont nommer Henry (cela s'explique par la grossesse de l'actrice 'A. J. Cook). Spencer sera le  parrain de Henry et Penelope la marraine.
Lors de la sixième saison, elle est contrainte de partir pour un poste au Pentagone, sans possibilité de refuser. Elle revient dans la septième saison en tant que profiler et passe le relais d'agent de liaison à Penelope Garcia. À la fin de cette même saison, J.J. épouse enfin Will, après que ce dernier a été enlevé par des tueurs et braqueurs de banque. Durant la saison 9, J.J. est enlevée et torturée par d'anciens coéquipiers en Afghanistan, ceux avec lesquels elle avait collaboré après son départ pour le Pentagone.
À la fin du dernier épisode de la dixième saison, J.J. apprend à Spencer qu'elle est enceinte de son deuxième enfant. Au début de la onzième saison, elle est absente pour son congé maternité après avoir accouché d'un petit garçon prénommé Michael.
Dans le dernier épisode de la saison 14, sous la contrainte d'une arme à feu, elle affirme à Spencer qu'elle l'a toujours aimé. La relation entre les deux amis de longue date s'en retrouve troublée, notamment pour Spencer qui ne parvient pas à déterminer si elle disait la vérité ou s'il s'agissait d'un mensonge pour calmer le tueur.
 Agent spécial du FBI, DSC : Emily Prentiss
Interprétée par Paget Brewster
Emily est née le 12 octobre 1970, à 19 h 12 (information donnée par Spencer dans la saison 4, épisode 14). Profileuse très prometteuse, elle rejoint l'équipe à la suite d'un transfert dû au départ de l'agent Greenaway. Comme elle est la fille d'une ambassadrice, certains membres de l'équipe la soupçonnent d'avoir été pistonnée, avançant qu"elle ne mérite pas cette place dans l'unité. Le rôle de la mère d'Emily est joué par Kate Jackson. Grâce aux nombreux voyages qu'elle a fait durant sa jeunesse, Emily parle couramment arabe, italien et russe. Dans l'épisode 17 de la quatrième saison, on apprend aussi qu'elle est tombée enceinte à l'âge de quinze ans et qu'elle a avorté.
Après avoir pourchassé Ian Doyle, avec qui elle a eu une aventure lorsqu'elle était infiltrée pour Interpol, Emily se fait passer pour morte sur la table d'opération après avoir reçu un pieu de bois dans l'abdomen. Officiellement décédée pour son équipe, on la retrouve à Paris avec J. J. qui, travaillant pour le département d'État américain, lui fournit de nouveaux papiers et des comptes en banque pour pouvoir refaire sa vie et probablement retrouver le fils de Ian Doyle, auquel elle s'était attachée, dont elle avait fait croire à la mort afin de le protéger de son père. Elle revient lors de la septième saison mais quitte le Département pour diriger le bureau d'Interpol de Londres à la fin de cette même saison.
Au cours de la saison 12, elle prend la place d'Aaron Hotchner à la tête de l'unité. Puis elle devient chef de l'unité de Quantico, entre la saison 15 et 16, laissant ainsi sa place à Rossi à la tête du DSC.
 Dr en psychologie judiciaire Tara Lewis
Interprétée par Aisha Tyler
Spécialisée dans la psychanalyse des criminels, elle apparaît dans la onzième saison,. Elle intègre pour de bon l'équipe du DSC à la douzième.
Elle a un passif familial tendu avec son père et son frère.
 Agent spécial Luke Alvez
Interprété par Adam Rodriguez
Agent d'unité luttant contre le grand banditisme à son apparition, Luke intègre l'équipe au cours d'une affaire commune dans la douzième saison. Ancien militaire du 75e régiment de Rangers de l'Armée de Terre des États-Unis, il avait adopté une chienne de berger belge, Roxy, qu'il considère comme membre à part entière de sa famille, pour l'aider à l'époque de son retour difficile à la vie civile.
Par leur passé de militaires, il partage une certaine affinité avec son collègue Matt Simmons, l'agent qui devient son partenaire régulier lors de leurs activités sportives et des entrainements physiques.
 Agent des opérations spéciales Matthew « Matt » Simmons
Interprété par Daniel Henney
Transfuge de l'unité internationale d'Esprits criminels : Unité sans frontières, il est déjà apparu deux fois en incursion : d'abord dans la dixième saison pour l'épisode pilote de la série dérivée, puis avec sa collègue Clara Seger pour secourir Spencer arrêté au Mexique dans la douzième saison. Après la fin de la série dérivée il intègre l'équipe du DSC dans la treizième saison.
Ancien militaire des forces spéciales et père modèle d'une famille nombreuse, soit une épouse et quatre enfants, il s'évertue à concilier son travail avec ses obligations maritales et familiales. Dans la dernière saison, sa femme et lui conçoivent leur cinquième enfant.
Par leur passé de militaires, il partage une certaine affinité avec son collègue Luke Alvez, l'agent qui devient son partenaire régulier lors de leurs activités sportives et entrainements physiques.
Dans la saison 16, on apprend qu'il est en mission ailleurs, cette absence s'expliquant par la volonté du directeur adjoint Bailey de pénaliser l'équipe dans leurs différentes tâches.

#### Anciens personnages principaux
Agent spécial du FBI, DSC : Ellie Greenaway (Elle dans la version originale)
Interprétée par Lola Glaudini
Ellie intègre l'équipe, lors du pilote de la série. Son père, policier à New York, est décédé lorsqu'elle avait huit ans. Ellie est une spécialiste des crimes sexuels qui a tendance, comme Jason Gideon, à s'impliquer émotionnellement dans les affaires qu'elle traite. Sociable et rassurante, elle a souvent été d'un grand secours pour faire parler les victimes d'agression. À la fin de la saison 1, un psychopathe l'agresse chez elle, ce qui la traumatise profondément. À partir de ce moment-là, elle devint plus agressive et expéditive. Elle donne le coup de grâce à sa carrière en tuant de sang-froid un violeur libéré à cause d'elle, faute de preuves,. Protégée par Hotch, elle quitte le DSC sans avoir avoué l'assassinat.
 Agent spécial superviseur du FBI, DSC : Jason Gideon
Interprété par Mandy Patinkin
Avant de réintégrer le DSC, dont il était l'un des fondateurs et le chef d'équipe, Jason s'était retiré à cause d'un « trouble dépressif majeur » après avoir envoyé six hommes dans un entrepôt piégé par Adrian Dale, un poseur de bombes. Les six agents ont été tués, et Jason a été sévèrement critiqué à propos de cet événement.
Il a soutenu Derek et le p'tit génie durant leurs cauchemars. Il a été aussi un soutien après l'enlèvement de Spencer. Il explique simplement qu'il fait ce travail depuis trente ans. Jason a pourtant été reconnu comme le meilleur profiler du DSC, qu'il a fondé avec David Rossi. Il est également talentueux aux échecs, et il a presque toujours battu Spencer.
Après une suite de cas émotionnels, notamment l'affaire de Frank, durant laquelle sa compagne a perdu la vie, Jason a commencé à se sentir mal. La goutte d'eau qui a fait déborder le vase a été la suspension de Hotch, pour laquelle il s'est senti responsable. Suite à cette affaire, il a disparu, laissant derrière lui une lettre à Spencer ainsi que son insigne et son arme.
Il est retrouvé mort, assassiné, dans l'épisode 13 de la saison 10. On apprend qu'il avait repris l'enquête de sa première affaire, et qu'il a été tué par celui qu'il suspectait quarante ans plus tôt.
Jason avait un fils, qu'il n'avait pas revu depuis plusieurs années.
 Agent spécial superviseur du FBI, DSC : Aaron « Hotch » Hotchner
Interprété par Thomas Gibson
Aaron a été autrefois assigné au bureau du FBI de Seattle (Washington), avant de devenir chef de l'équipe du DSC. Il est né un 1er novembre (saison 1, épisode 18 : Crimes à la une). Il a un frère de 25 ans (lors de la saison 1), Sean Hotchner, qui est barman mais voudrait être cuisinier à New York. Son père, qui était avocat comme Hotch, est décédé d'un infarctus à 47 ans (saison 1, épisode 16 : La Voix des sages). Mais alors qu'il était malade, sa mère avait cru qu'il avait une liaison et Aaron, qui avait lui aussi des doutes, avait décidé de le suivre pour comprendre. C'est là qu'il a découvert sa maladie (saison 2, épisode 19 : Le Pyromane).
Hotch et Haley, son ex-femme, sont parents d'un petit garçon prénommé Jack. Les tentatives du profiler pour parvenir à trouver un équilibre entre sa vie de famille et son travail sont un thème récurrent de la série. Après deux semaines de suspension pour avoir relâché un tueur en séries, il demande son transfert sous la pression d'Erin Strauss. Sa femme se montre ravie de cette décision, jusqu'à ce que Derek Morgan le supplie de l'aider sur une affaire à Milwaukee. Alors que Hotch prépare son départ, Penelope lui tend le dossier de l'affaire mais lui ment, lui disant que J.J. veut qu'il l'ait et que son transfert est suspendu. Il décide alors de rester au DSC malgré le refus de sa femme, ayant découvert entre-temps qu'elle avait un amant. Et lorsqu'il rentre en Virginie, il constate que sa femme l'a quitté en emmenant Jack. À la fin de l'épisode 11 de la troisième saison, alors qu'il part du bureau, il reçoit son assignation pour la demande de divorce de sa femme. Il signe le document où il accepte la séparation par consentement mutuel à la fin de l'épisode 14 de cette saison trois. Et lors de la cinquième saison, Haley meurt, assassinée par George Foyet, un tueur en série que Hotch a mis plus de dix ans à arrêter. Aaron s'éloignera quelque temps du DSC, déclinant cependant l'offre de mise en retraite anticipée qu'on lui propose après ce drame.
À partir de la saison 7, il entretient une relation avec une certaine Beth qui ne durera finalement pas, cette dernière ayant obtenu un travail à Hong-Kong et décidé de partir avec le soutien de Hotch. Et dans la saison 12, il intègre avec son fils le programme de protection des témoins, pour se protéger de la menace que M. Griffe fait peser sur eux. Il ne reviendra cependant pas dans l'équipe après la mort du tueur.
 Agent spécial du FBI, DSC : Derek Morgan
Interprété par Shemar Moore
Derek Morgan est un homme sûr de lui et décidé, fils d'un policier afro américain et d'une mère caucasienne. Ceinture noire au judo, il est chargé des cours de self-défense au FBI et possède un chien nommé Clooney (saison 1, épisode 21 : Les Témoins du secret). Derek et ses deux sœurs, Sarah et Desiree, ont grandi dans un quartier de Chicago. Après la mort de leur père, lorsqu'il avait dix ans, Derek est tombé dans la délinquance jusqu'à ce que Carl Buford, coordinateur d'un centre pour jeunes, le prenne sous son aile. Se montrant comme un second père pour Derek, il l'a aidé à poursuivre sa scolarité dans un lycée où il était possible de pratiquer le football américain, mais il a également abusé de lui. Un épisode lui est d'ailleurs consacré (saison 2, épisode 12 : De l'autre côté ). Chaque fois qu'il se rend à Chicago, il va se recueillir sur la tombe d'un jeune garçon, non identifié, dont il avait découvert le corps l'année de ses quinze ans alors qu'il jouait avec des amis. Bouleversé, il avait décidé à l'époque d'organiser une collecte pour lui payer des obsèques décentes. Son passé revient le hanter quand il est arrêté par la police de Chicago pour le meurtre de ce jeune garçon ainsi que deux autres. L'enquêteur, qui le croit coupable, est celui qui l'a souvent arrêté lorsqu'il était adolescent. L'équipe du DSC fait des recherches dans son passé, afin de prouver son innocence. Et découvre que le vrai suspect est Carl Buford et qu'il est ami avec le chef de la police de Chicago. Confronté à Derek, Buford finira par avouer plusieurs abus et assassinats. Il se fera tuer en prison six ans plus tard.
Après l'agression de Hotch par George Foyet, Derek accepte de prendre temporairement la tête de l'unité, le temps que l'affaire soit classée.
Il entretient une relation solide avec sa voisine de palier, Savannah Hayes, une femme mèdecin qu'il épouse par la suite et avec qui il aura un enfant. Puis il quitte le DSC pour se consacrer à sa vie de famille, participant cependant indirectement à l'enquête sur M. Griffe en prévenant l'équipe d'un piège raté qu'il aurait tenté de lui tendre.
Il entretient une relation amicale mais particulière avec Pénélope Garcia.
 Agent spécial du FBI, DSC : Ashley Seaver
Interprétée par Rachel Nichols
Ashley Seaver intègre l'équipe au cours d'une enquête durant laquelle elle est simple consultante. C'est un agent au passé douloureux : son père est en effet un serial killer qui a tué vingt-cinq femmes en dix ans. Il a été arrêté par David Rossi et Aaron Hotchner quand Ashley avait dix-huit ans. Cadet du FBI jusqu'à l'épisode 20 de la sixième saison, elle devient agent et ses collègues se déplacent pour assister à sa remise de diplôme. Elle intègre officiellement l'équipe, mais Hotch émet tout de même des réserves sur ses qualités de profiler de terrain. Et lors du deuxième épisode de la septième saison, les membres de l'équipe expliquent qu'Ashley a été mutée et ne fait plus partie de l'équipe. Elle est remplacée par Emily Prentiss, à nouveau de retour.
 Agent spécial du FBI, DSC : Alex Blake
Interprétée par Jeanne Tripplehorn
L'agent Alex Blake intègre l'équipe à partir de la saison 8, mais travaille au FBI depuis de nombreuses années en tant qu'experte linguistique. C'est une droguée du travail qui parle aussi la langue des signes, et dont le mari fait partie de Médecins sans frontières.
Alex est professeur à l'Université de Georgetown, où elle enseigne la linguistique judiciaire. Et si elle rejoint l'équipe du DSC que dirige Aaron, c'est pour remplacer Emily Prentiss qui vient de quitter l'équipe pour prendre la direction du bureau londonien d'Interpol. C'est depuis cette époque qu'Alex et Spencer sont de très bons amis. Il apparaît d'ailleurs en tant que conférencier dans plusieurs de ses cours.
Alex Blake a un passé commun avec Erin Strauss. En effet, alors qu'Alex montait peu à peu en grade, Erin Strauss n'est pas venu l'aider quand elle en avait besoin. Et pendant les attaques à l'anthrax de 2001, Alex a été blâmée à la suite d'un problème et Erin n'est pas intervenue, bien que ce ne soit pas la faute d'Alex. De ce fait, celle-ci est descendue en grade, perdant des années avant d'obtenir un poste dans le profilage.
 Agent spécial du FBI, DSCKate Callahan
Interprétée par Jennifer Love Hewitt
L'agent Kate Callahan intègre l'équipe lors de la dixième saison. Elle travaillait auparavant dans la section des mœurs, car spécialisée dans les crimes liés à la pédophilie. Elle remplace l'agent Alex Blake qui enseigne la linguistique à l'Université de Georgetown. Kate a perdu sa sœur et son beau-frère dans les attentats du 11 septembre 2001, après quoi son mari et elle ont adopté sa nièce, Meg, devenue orpheline.
Dans l'épisode 17 de la saison dix, Kate découvre qu'elle est enceinte et finit par quitter l'unité pour se consacrer à son bébé, quelque temps, comme elle l'avait fait avec Meg. Elle demande quand même à Aaron s'il est hypothétiquement possible qu'elle revienne, ce qu'il confirme.
 Agent spécial Stephen Walker
Interprété par Damon Gupton
Agent depuis deux décennies, spécialisé dans le contre-espionnage, Stephen Walker a rencontré Emily Prentiss alors qu'elle était directrice du bureau de Londres d'Interpol. Dans la douzième saison, il la rejoint au DSC dont elle est nouvellement devenue chef d'unité à sa demande afin de traquer le tueur par procuration Peter Lewis (M. Griffe).
Il meurt (visiblement sur le coup) dans l'accident de route provoqué par le piège que ce dernier a tendu à l'équipe, laissant veuve sa femme.
 Agent spécial de liaison avec les médias du FBI, DSC : Jordan Todd
Interprétée par Meta Golding
Au cours de la saison 4, Jordan Todd remplace temporairement J.J. qui est alors enceinte d'Henry. Elle l'a recommandée et formée pour être relayée au cours de sa grossesse, Ne se sentant pas faite pour ce métier, Jordan rend son poste à J.J. dès son retour de congé de maternité, sans que l'on ne sache vraiment ce qu'elle est devenue.

#### Criminels principaux
Karl Arnold alias « le Renard »
Interprété par Neal Jones
Karl Arnold séquestre dans leur propre maison des familles, en s'arrangeant pour n'être dérangé par aucun visiteur importun, et passe un certain temps (plusieurs jours) parmi eux à les utiliser comme substituts pour vivre une vie familiale routinière avant de les tuer, enfants compris. Il conserve les alliances des époux comme trophées.
Bien plus tard après son arrestation et durant son incarcération, il est sollicité par Hotch et Prentiss pour le profil d'un autre tueur en série sur lequel ils enquêtent.
Le Renard est un tueur souffrant de troubles obsessionnels compulsifs liés à l'ordre et à l'exactitude.
 Randall Garner alias « le Roi pêcheur »
Interprété par Charles Haid
Ancien enseignant et père de famille natif de Las Vegas comme l'agent Spencer Reid, il est un grand brûlé rescapé de l'incendie de la maison familiale dans laquelle périt toute sa famille (hormis l'un de ses quatre enfants qu'il réussit à sauver avant d'être victime des flammes). Devenu psychotique à la suite de cela, il a temporairement fréquenté Diana Reid (la mère de Spencer) au Bennington Sanitarium où elle est internée. En plein délire, il se prend pour le personnage arthurien homonyme et prend contact à sa manière, macabre, avec les membres de l'équipe (qu'il associe aux Chevaliers de la Table ronde) alors en vacances pour les pousser à entrer dans la « quête du Graal » (en fait, un jeu de piste).
Pour punir l'équipe d'avoir selon lui « transgressé » ses règles, il tire mortellement sur l'agent Greenaway alors au repos chez elle, mais elle y survit.
Il meurt en se faisant exploser dans une attaque-suicide.
 Frank Breitkopf
Interprété par Keith Carradine
Frank Breitkopf fut l'un des plus prolifiques tueurs en série que l'équipe ait connus, sévissant à travers tous les États-Unis pendant près de trente ans en massacrant divers marginaux et laissés-pour-compte sans jamais être arrêté. Frank est un pur psychopathe, d'une intelligence élevée, froid et incapable d'éprouver les sentiments communs aux humains. Très mesuré et méthodique, il s'en tient à son mode opératoire qui consiste en une vivisection de sa victime, encore vivante et consciente.
Il sera localisé par Gideon à Golconda (Nevada) mais réussira à lui échapper en emmenant avec lui Jane, la femme dont il prétend être amoureux. Néanmoins, quand celle-ci décidera de le quitter, Frank refera surface dans la vie des agents du BAU de manière terriblement violente, tuant une amie intime de Gideon et décidé à tuer toutes les victimes que l'équipe a pu sauver au cours de leurs précédentes enquêtes jusqu'à ce que Jane lui soit ramenée. Ils se suicideront tous les deux en se jetant ensemble sous un train.
Particulièrement sadique, Frank est le tueur à l'origine de la démission de Gideon au début de la saison 3, tant sa cruauté était insondable et incompréhensible.
 Tobias Hankel alias « Raphael/Charles/Tobias »
Interprété par James Van Der Beek
Tobias Hankel souffre d'un trouble dissociatif de l'identité faisant qu'il incarne alternativement lui-même (faible et soumis), son père Charles Hankel (dominateur et violent) et l'archange Raphaël (apathique et neutre). Élevé dans la « foi » chrétienne fanatique de son père après l'abandon de sa mère, Tobias a dû subir toutes sortes d'abus durant son enfance (comme une croix marquée au fer rouge sur le front et une noyade baptismale forcée) qu'il a endurées en se droguant, jusqu'à ce que son père mourant de maladie ne le force à l'abattre (une dissonance morale responsable de l'apparition de son trouble).
Lorsqu'il est « habité » par Raphael, Tobias se sent investi d'une mission divine et part tuer avec froideur et détachement (à la différence de la personnalité illuminée et barbare de son père ainsi que de la sienne, compatissante et résignée) les « mortels » qu'il considère comme étant des pécheurs, en prenant soin au préalable de téléphoner aux services de secours et de leur donner l'adresse de ses futures victimes. Dans l'épisode Confessions (saison 2, épisode 15), il capture Reid et cherche à lui faire confesser ses péchés tout en le droguant ou le torturant selon la personnalité qu'il endosse (le père étant persuadé que son équipe et lui sont envoyés par le Diable, ses « sept anges de la Mort » pour Raphael, et le fils addict partageant sa drogue pour « l'aider »). Reid se fera presque tuer accidentellement à cause de la brutalité de « Charles », mais sera réanimé par « Tobias ».
Alors que l'équipe est sur le point de les retrouver dans le cimetière où « Charles Hankel » était en train de forcer Reid à creuser sa propre tombe avant d'être distrait, ce dernier réussit à se saisir de l'arme à feu d'Hankel et l'abat, tandis qu'il s'avançait avec son couteau. La vraie personnalité de Tobias Hankel refera surface avant de mourir.
Bien que les crimes de Tobias Hankel soient particulièrement violents et barbares, il n'est pas un sadique car, malgré les remords et la réticence à tuer de Tobias, ses personnalités sont convaincues de leur « mission divine » et de mener une guerre contre « le Mal ».
 George Foyet alias « l'Éventreur »
Interprété par C. Thomas Howell
George Foyet est présenté comme « l'Éventreur de Boston ». Dix ans auparavant, l'Éventreur avait passé un marché avec le chef de la police de Boston selon lequel il arrêterait de massacrer des gens si la police classait le dossier. À la mort du chef en question, Foyet recommença à tuer et Hotch, qui avait déjà travaillé sur l'enquête pendant la première série de meurtres, reprit l'affaire. George Foyet s'est poignardé lui-même neuf fois pour se faire passer pour une de ses victimes et fausser l'enquête.
Il est classé comme étant un sociopathe narcissique obsédé par le fait de tout contrôler, ainsi que par le désir de reconnaissance. Il essaiera d'ailleurs le même marché avec Hotch pour accentuer son sentiment de pouvoir, mais celui-ci refusera pour ne pas se rendre malade comme son ancien chef et Foyet tuera le chauffeur d'un bus ainsi que ses usagers en représailles. Malgré son arrestation par l'équipe, il parviendra à s'évader et à disparaître dans la nature. Hotchner et sa famille deviendront alors une cible de prédilection pour lui, par exemple en blessant gravement ce dernier, lui infligeant le même genre de coups de couteaux non létaux qu'il s'était lui-même infligé à l'époque de sa première série de meurtres. Il jouera à ce même genre de jeu psychologique avec Derek Morgan dont il épargnera la vie après lui avoir volé son badge d'agent du FBI.
Foyet sera finalement battu à mort par Hotch après qu'il aura assassiné l'ex-femme de ce dernier, Haley, dans la maison familiale et menacé la vie de leur fils, Jack.
L'Éventreur a tué plus d'une trentaine de personnes. Foyet est opportuniste dans sa victimologie car il s'attaque à n'importe qui, bien qu'il ait tout de même une préférence pour les jeunes filles parce qu'il est éphébophile.
 Billy Flynn alias « le Prince des Ténèbres »
Interprété par Tim Curry
La mère de Billy Flynn était une prostituée qui l'obligeait à regarder quand il était petit, caché dans un placard, parfois même à y « participer » à son tour. Alors qu'il n'avait que treize ans, il tua sa mère et son client afin de la « libérer » de son travail.
Quand il sortit de prison à sa majorité, personne n'entendit plus jamais parler de lui, sans se douter qu'il était en réalité toujours actif. Plus tard, après avoir violé leur mère, Flynn tua les parents de Matt Spicer qui était (comme lui petit) caché dans le placard avec sa petite sœur, Kristin.
Vingt-six ans plus tard, Flynn revient à Los Angeles (plongée par intermittence dans le noir à cause de coupures de courant) pour continuer ses meurtres : il tue Matt (devenu agent fédéral), viole sa sœur Kristin, enlève sa fille Ellie, et frappe l'agent Derek Morgan.
Alors qu'il semble s'attacher à elle et cherche à s'en faire une complice à travers ses meurtres, Ellie lui résiste et saborde quand elle le peut ses initiatives. Bien qu'il ne semble vouloir ni la tuer, ni la laisser partir, Flynn finit quand même par la relâcher à la suite d'un discours maternel adressé à lui par J.J. via la radio.
Après être retrouvé à proximité dans une maison, Flynn est abattu par Morgan. Kristin décède également de ses blessures à l'hôpital, à la suite d'un collapsus pulmonaire (saison 5, épisode 23 et saison 6, épisode 1).
 Ian Doyle alias « Valhalla »
Interprété par Timothy V. Murphy (en)
Ian Doyle était un tueur de l'IRA, capturé à la suite de sa surveillance par Interpol pour des suspicions de terrorisme, qui réapparaît dans la saison 6 après l'évasion de sa prison nord-coréenne. Il est mieux connu pour être un ancien amant et l'ennemi juré d'Emily Prentiss.
Doyle est un ancien capitaine de l'IRA qui a utilisé le surnom Valhalla comme désignation d'une entité indistincte. Il rencontra à cette époque la marchande d'armes belge Lauren Reynolds (Prentiss sous une couverture en tant qu'agent infiltré d'Interpol) et entretint une relation passionnée avec elle. À un certain point de sa vie, il avait aussi rencontré Chloé Donaghy dont il est tombé amoureux et avait un fils avec elle, nommé Declan. Chloé a essayé d'interrompre sa grossesse, mais Doyle l'en a empêchée et l'a séquestrée jusqu'à ce que Declan naisse avec l'aide de sa nourrice, Louise Thatcher. Mais pendant longtemps, il les croira morts par la faute d'Emily. Après son évasion, il la retrouve donc à Washington, D.C. pour se venger en ayant au préalable éliminé la majorité des anciens membres de son équipe de l'époque.
Après avoir laissé Prentiss pour morte et s'être fait capturer des mois plus tard par l'équipe, Doyle sert de monnaie d'échange pour sauver son fils, prisonnier de sa propre mère et de l'un de ses ennemis. L'échange tourne mal et, tandis que Declan survit, Doyle meurt sous ses yeux après s'être pris une balle de Chloé dans le cou.
 John Curtis alias « le Réplicateur »
Interprété par Mark Hamill
C'est dans la saison 8 qu'il se fait remarquer en copiant tous les meurtres que l'équipe a résolus.
Dans l'épisode 12 de la saison 8, il laisse un message d'une cabine téléphonique à Reid ("Zugzwang", qui est un terme d'échecs) qui se méprend avec l'affaire du moment.
Dans l'épisode 16 de la saison 8, il influence un homme qui avait été arrêté à tort par le FBI (et notamment Gideon) pour qu'il commette des meurtres de la même façon qu'une affaire résolue par l'équipe quelques semaines plus tôt. Ensuite, il les amène dans une salle où il a placardé des photos de tous les agents et divers articles les concernant, ce qui confirme qu'il les épie depuis un moment. Il s'arrête de tuer pendant un moment et l'affaire est mise en attente.
Après l'arrestation du frère d'Aaron à New York, Le Réplicateur pirate le système informatique de Penelope et enlève Erin Strauss. Il la force à consommer à nouveau de l'alcool (alors qu'elle était sobre depuis un an) puis la drogue avec une substance létale. Retrouvée désorientée dans les rues alors qu'elle tentait de rattraper son tueur, elle meurt dans les bras de Hotchner. Il arrive même à la suite de cela, à créer une situation dangereuse dans leurs propres bureaux en empoisonnant Rossi à distance avec une enveloppe piégée, le poussant à menacer Morgan avec son arme.
Il séquestre ensuite Blake dans une installation isolée et se révèle être John Curtis, l'agent chargé de l'affaire qui a valu le licenciement de Blake du FBI dix ans plus tôt. Il avait été muté au Kansas (ce qui était ressenti comme une punition), et est depuis jaloux de Blake et de tous les autres membres de l'équipe.
L'équipe, à part Rossi, est enfermée dans la pièce close avec Blake alors qu'un explosif à retardement est activé par le piège. Rossi les libère mais se retrouve à son tour enfermé avec Curtis, cependant il se libère seul grâce au porte-bonheur de Strauss (qui entretenait une relation avec lui) et s'enfuit avant que la bombe ne se déclenche. Curtis meurt dans l'explosion.
 Cat Adams alias « la Veuve Noire »
Interprétée par Aubrey Plaza
Cat Adams est une tueuse à gages psychopathe et retorse qui apparaît dans l'épisode 11 de la saison 11. Elle fait partie avec Giuseppe Montolo d'un réseau de tueurs à gages qui veut tuer « les Douze Salopards » (métonyme désignant par extension Penelope Garcia, qui avait fait en sous-marin des recherches sur eux dans le Web profond). Le groupe de Cat se compose également : de l'« Artificier » (expert en explosif), du « Sniper » (capable d'abattre une cible à 2000 mètres) et du « Chimiste » (expert en poisons).
Elle est devenue une tueuse à cause de son enfance, pendant laquelle elle a été abusée par son père qui a tué sa mère. Puisqu'elle n'est pas parvenue à retrouver son père pour le lui faire payer, elle a décidé de supprimer le plus possible d'hommes présentant des similitudes avec son géniteur. Elle est misandre ainsi qu'une séductrice hors pair, patiente et intelligente. Pour les tuer, elle apprend tout en ce qui concerne physique, psychologie et émotif des hommes à qui elle a affaire.
Après l'arrestation du Sniper et le suicide du Chimiste, Spencer Reid décide de servir d'appât dans un chic restaurant afin de la débusquer, mais elle le démasque rapidement et ils entament un duel psychologique où chacun s'efforce de découvrir les secrets de l'autre. Pour couvrir sa fuite, l'Artificier a placé une bombe sous le restaurant, mais l'équipe du BAU parvient à la désamorcer et à l'arrêter également.
Elle refait surface dans les derniers épisodes de la saison 12, lorsque l'équipe du BAU apprend que c'est elle qui est derrière le meurtre de Rosa Medina et du coup monté contre Reid. Malgré sa mise en isolement de six mois, elle a réussi à orchestrer ce plan machiavélique (incluant le viol de Spencer) avec la complicité de Lindsey Vaughn (une ancienne victime d'une affaire de l'équipe remontant à dix ans, elle aussi devenue tueuse à gages et son amie), dans le but de lui faire payer personnellement de l'avoir mise en prison. Elle est également derrière l'enlèvement de Diana Reid. Elles ont utilisé le mode opératoire de M. Griffe dans le but d'attirer l'attention de l'équipe et de prouver à Reid qu'ils sont tous les deux pareils (ce que Cat parviendra presque à faire en le poussant à bout au point qu'il l’étrangle presque à mort).
Bien qu'elle ait partiellement menti sur le sujet pour ébranler Reid, on apprend qu'elle est enceinte d'un ancien geôlier commun, l'officier Lionel Wilkins (également son complice, qui a été tué par Lindsey).
Elle s'insinue une dernière fois dans la vie de Reid et de ses collègues au milieu de la saison finale en réitérant, orchestrant de nouveau depuis sa prison un plan avec l'aide d'une nouvelle complice. L'équipe apprend qu'elle a non seulement perdu son bébé (d'une fausse couche), mais aussi introduit d'elle-même la demande pour sa propre exécution (par injection), motivée par son profond ennui existentiel.
Elle a depuis leur première confrontation, une attirance (mêlée d'admiration) aussi ambivalente qu'obsessionnelle pour Spencer, qui est le seul homme connu dans sa vie à avoir suscité à Cat, ce qui s'apparente de sa part à de l'estime et de l'attachement (peut-être même, de l'amour) et ce, malgré sa haine radicale des hommes.
 Peter Lewis alias « M. Griffe (Mr Scratch en VO) »
Interprété par Bodhi Elfman
Peter Lewis alias « M. Griffe » est un tueur en série par procuration, un hackeur et harceleur qui est apparu dans l'épisode 21 de la dixième saison. Il a été arrêté par les membres de l'équipe mais il s'est échappé plus tard avec douze autres tueurs en série dans l'épisode 22 de la onzième saison.
Recherché par la BAU dans la douzième saison, il force Aaron Hotchner à quitter ses fonctions au FBI à la suite des menaces qu'il a faites à son encontre et à celle de son fils. Il a notamment essayé à plusieurs reprises de tuer les membres de l'équipe de la BAU, et sera le suspect idéal de l'incarcération de Spencer Reid à la suite de son voyage au Mexique (bien qu'il ne soit finalement pas l'instigateur du coup monté).
Après avoir attiré la majorité de l'équipe dans un piège prétendument tendu à Derek Morgan (piège qui tuera l'agent Stephen Walker et blessera sévèrement les autres), il enlève Prentiss pour lui faire subir ses méthodes de manipulation et de torture afin de la forcer à lui dénoncer la localisation de Hotch et de son fils. Il sera cependant retrouvé par les membres valides de l'équipe et acculé par Alvez sur le toit de sa cachette. Il mourra sous les yeux de l'agent d'une chute mortelle dans le vide, alors qu'il le suppliait vainement de l'aider.

## Produits dérivés

### Sorties DVD et disque Blu-ray
| Intitulé du coffret           | Nombre d'épisodes | Date de sortie           | Date de sortie                 | Date de sortie            | Date de sortie          | Date de sortie    |
| Intitulé du coffret           | Nombre d'épisodes | Zone 1 (dont États-Unis) | Zone 2                         | Zone 2                    | Zone 4 (dont Australie) | Nombre de disques |
| ----------------------------- | ----------------- | ------------------------ | ------------------------------ | ------------------------- | ----------------------- | ----------------- |
| Esprits criminels - Saison 1  | 22                | 28 novembre 2006         | 17 février 2007 (Royaume-Uni)  | 21 mars 2007 (France)     | 3 novembre 2007         | 6                 |
| Esprits criminels - Saison 2  | 23                | 2 octobre 2007           | 5 mai 2008 (Royaume-Uni)       | 5 mars 2008 (France)      | 1er avril 2008          | 6                 |
| Esprits criminels - Saison 3  | 20                | 16 septembre 2008        | 6 avril 2009 (Royaume-Uni)     | 6 mars 2009 (France)      | 18 mars 2009            | 5                 |
| Esprits criminels - Saison 4  | 26                | 8 septembre 2009         | 1er mars 2010 (Royaume-Uni)    | 3 mars 2010 (France)      | 9 mars 2010             | 7                 |
| Esprits criminels - Saison 5  | 23                | 7 septembre 2010         | 28 février 2011 (Royaume-Uni)  | 2 mars 2011 (France)      | 2 mars 2011             | 6                 |
| Esprits criminels - Saison 6  | 24                | 6 septembre 2011         | 28 novembre 2011 (Royaume-Uni) | 24 novembre 2011 (France) | 30 novembre 2011        | 6                 |
| Esprits criminels - Saison 7  | 24                | 4 septembre 2012         | 26 novembre 2012 (Royaume-Uni) | 6 mars 2013 (France)      | 5 décembre 2012         | 5                 |
| Esprits criminels - Saison 8  | 24                | 3 septembre 2013         | 9 décembre 2013 (Royaume-Uni)  | 29 janvier 2014 (France)  | 4 décembre 2013         | 5                 |
| Esprits criminels - Saison 9  | 24                | 26 août 2014             | 8 décembre 2014 (Royaume-Uni)  | 25 février 2015 (France)  | 8 décembre 2014         | 6                 |
| Esprits criminels - Saison 10 | 23                | 25 août 2015             | 7 décembre 2015 (Royaume-Uni)  | 24 février 2016 (France)  | 2 décembre 2015         | 6                 |
| Esprits criminels - Saison 11 | 22                | 30 août 2016             | 5 décembre 2016 (Royaume-Uni)  | 1er mars 2017 (France)    | 7 décembre 2016         | 5                 |
| Esprits criminels - Saison 12 | 22                | 5 septembre 2017         | 4 décembre 2017 (Royaume-Uni)  | 1er février 2018 (France) |                         | 5                 |

Aux États-Unis, les DVD et disques Blu-ray sont édités et distribués par Paramount Home Entertainment ; en France, ils sont édités par ABC Studios et distribués par Walt Disney Studios Home Entertainment France

### Livres de poche
Ces livres sont écrits par Max Allan Collins, traduits par Dominique Letellier et édités aux Éditions M6 Publishing.
- Esprits criminels T1 : Aux ordres de l'ombre, avril 2010  (ISBN 978-2810003587)
- Esprits criminels T2 : Profils d'un tueur, novembre 2010  (ISBN 978-2810003761)
- Esprits criminels T3 : Corps et Âmes, avril 2011  (ISBN 979-1090130012)

### Séries dérivées

#### Criminal Minds: Suspect Behavior
En début d'année 2009, Michael Ausiello de Entertainment Weekly annonce qu'ABC Studios et CBS discuteraient de la possibilité d'une série dérivée. Puis, le producteur Edward Allen Bernero l'a confirmé en révélant : « Il est prudent de dire qu'il y aura quelque chose bientôt. La série aura une toute nouvelle distribution mais il n'est pas confirmé qu'il y aura des cross-overs avec la série originale ».
Fin 2009, le directeur a annoncé que Forest Whitaker tiendrait le rôle principal. Celui-ci a été introduit dans un épisode d’Esprits criminels (saison 5, épisode 18) puis selon les audiences de l'épisode celle-ci devrait être lancé en septembre 2010.
Les acteurs principaux de ce spin-off d’Esprits criminels sont Forest Whitaker (Sam Cooper), Matt Ryan (Mick Rawson), Michael Kelly (Jonathan Simms) et Beau Garrett (Gina LaSalle), présentés dans l'épisode 18 de la saison 5, Intime conviction.
Le 17 mai 2010, CBS a officiellement annoncé la commande de la série dérivée d’Esprits criminels qui se nomme en version originale Criminal Minds: Suspect Behavior avec une commande de treize épisodes dans un premier temps.
La série, programmée juste après Esprits criminels aux États-Unis, est sujette à de mauvaises critiques et n'obtient pas les audiences attendues. Elle est annulée le 17 mai 2011, avant la diffusion des trois derniers épisodes.

#### Esprits criminels: Unité sans frontières
Quatre ans après l'échec de son premier spin-off, CBS annonce le lancement d'une nouvelle série dérivée, appelée Esprits criminels : Unité sans frontières (Criminal Minds: Beyond Borders), avec l'acteur Gary Sinise dans le rôle principal. Il s'agirait d'une unité qui résoudrait des crimes impliquant des Américains dans des pays étrangers. Le pilote a été tourné en août 2015. Anna Gunn, Alana de la Garza, Tyler James Williams et Daniel Henney ont rejoint la distribution de cette série.